# 動力学的回折理論
動力学的回折理論（どうりきがくてきかいせつりろん、英: Dynamical theory of diffraction）とは、多重散乱を考慮した回折理論のこと。

## X線の動力学的回折理論
X線の動力学的回折理論には2つのアプローチがある。
1つ目はエバルトとラウエの理論で、結晶を3次元的に周期的な誘電率をもつ媒質とし、その中で成立する電磁波の場をマクスウェルの方程式によって解く。
2つ目はダーウィンの理論で、完全結晶を構成する平行な網平面の1枚1枚による透過波と反射波のつり合いを考えて結晶内部の波動状態と結晶表面からの反射波の振幅を求めるものである。

## 電子の動力学的回折理論
電子の動力学的回折理論には2つの方法がある。
1つは1928年のベーテによる方法である。これはX線におけるエバルトとラウエの理論に対応するものである。固体内の電子はブロッホ波で記述し、真空中に入射波と散乱波（回折波）を考え、表面で2つの波をなめらかに繋げる。このとき波動方程式を解くことが行列式を解くことに帰着することから、マトリックス法とも呼ばれる。比較的厚い試料からの電子回折強度を用いる定量解析には、マトリックス法が用いられる。また結晶内で起こっている物理現象を理解するのに優れている。
もう1つは、多重散乱の方法である。これはX線におけるダーウィンの理論に対応するものである。原子層ごとの散乱を考え、その散乱波がほかの原子層で散乱を繰り返すと考える。Howie-Helanの理論は、散乱による電子波の振幅変化を微分方程式の形にしたHowie-Whelan方程式を解く。これは主に格子欠陥の解析に使われる。Cowley-Moodieの理論はマルチスライス法とも呼ばれ、試料を極めて薄いスライスに分けて、各スライスでの電子波の散乱と伝搬を計算する。多くの波を容易に取り入れることができる。薄い試料を対象とする高分解能TEM像のシミュレーションに用いられる。